# ワンチューロ
ディエゴ（Diego、1987年9月16日 - ）は、チリのランカグア出身のプロレスラー。以前のリングネームはワンチューロ（Guanchulo）。現地の日本語学校に通うほど日本文化好きである。

## 来歴
- 友人らと独学でプロレスを始める。
- 2005年8月14日、地元チリのプロレス団体「マックス・ルチャリブレ」でデビュー。

2012年
- 引退ワールドツアーでチリを訪れていたディック東郷よりプロレスの指導を受ける[2]。
- 9月9日、ボリビアで開かれた「ディック東郷引退興行」の第1試合ハグアル vs スパイにウルティモ・チンゴンとともに乱入して、その流れでハグアル&スパイ組とタッグで対戦してスパイをパイルドライバーで沈める[3]。

2013年
- ボリビアで知り合ったヤス・ウラノにfacebookを通じて日本行きを嘆願。後に1年間の語学留学生として来日。
- 4月13日、DDTプロレスリング新宿FACE大会でマックス・ルチャリブレ代表のアグレソールともに来日初戦として「高木＆大鷲新ユニットメンバーオーディション」に出場[4]。
- 8月17日、DDT両国大会初日にてオールナイトニッポンGOLDパーソナリティ権争奪バトルロイヤルに参戦。母国チリでオールナイトニッポンを聞いていたとのこと。
- 8月18日、DDT両国大会2日目、怪我で欠場の遠藤哲哉に代わりダークマッチに出場。両国大会に2日間とも出場を果たす。
- 11月24日、仙台市宮城野区文化センターパトナシアターにてHARASHIMAが持つアイアンマンヘビーメタル級王座に挑戦するが、敗れる[5]。

2014年
- 3月21日、KO-D次期挑戦者決定およびいつでもどこでも挑戦権争奪時間差バトルロイヤルで「好きな選手と対戦権」を獲得。
- 3月29日、獲得した挑戦権を行使し菊タロー[6]と対戦、シャイニング・菊ザードで敗れる。
- 4月5日、DDT EXTREME級選手権試合 地上波デスマッチで王者男色ディーノと対戦するも敗れる。
- 5月20日、DDT新木場大会で「男色牧場classic公開収録～さよならワンチューロ～」が開催、ヤス・ウラノとシングルで対戦するも敗戦。ワンチューロの母が5月9日に試合観戦に来たが20日は中国に行って観戦されなかった。
- 留学期間中はDDTの他にKAIENTAI DOJO、我闘雲舞、紅白プロレス合戦などにも参戦。5月23日に我闘雲舞、5月24日にHEAT-UPでもラストマッチが決定しており、5月25日のDDT名古屋大会が帰国前最後の試合となる。なお最後までなぜか遠藤哲哉が嫌いだったが男色牧場classic公開収録～さよならワンチューロ～のDVD発売のCMでは最後に肩を組んでいる。
- 5月28日、チリへ帰国。また留学中は所属団体のアナルコ・モンターニャも日本の団体にわずかではあるが参戦した。
- チリ帰国後もプロレス活動を継続。8月にチリの大学に戻り、以降は英語教師とレスラーの兼業を希望。後に教員免許を取得し、自ら設立した団体マックス・ルチャリブレにてプロレス活動を行う。

2015年
- 12月6日、DDT沼津大会のオープニングに登場。チリでの教員を辞め再来日してDDTへ再参戦が発表された。
- 12月7日、高木三四郎のビジネス講演会で6人タッグによるマットプロレスが行われ、樋口和貞＆宮武俊と共に参戦[7]。
- 12月11日、DDT NEW ATTITUDEにて勝俣瞬馬と対戦し敗北。
- 12月29日、リングドリーム興行にて勝俣瞬馬とのタッグ（LosAmigos）で出場してマサ高梨＆松永智充組に敗北。

2016年
- 1月8日、DDT NEW ATTITUDEにて勝俣瞬馬とのタッグ（LosAmigos）で出場してヤス・ウラノ&旭志織組に敗北。またDNAへの入団が発表される[8]。
- 1月31日、DDT後楽園ホール大会にて、佐々木大輔とのタッグで勝俣瞬馬・梅田公太組に勝利。
- 2月11日、DDT水戸大会にて、佐々木大輔が昨年11月のチリ遠征で奪取したマックス・ルチャリブレ無差別級王座へ挑戦し敗北。
- 2月29日、DDT後楽園ホール大会にて、ダークマッチに出場。渡瀬瑞基に敗北し、第12代キング・オブ・ダーク王座となる。
- 3月5日、DDT春日部大会にて、ダークマッチに出場。諸橋晴也に勝利し、キング・オブ・ダーク王座が移動。

2017年
- 5月29日、リングネームをディエゴに改名。ALL OUTに加入。
- 12月13日、新木場大会でディエゴDNAラストマッチとして勝俣瞬馬とのシングルをもって帰国。

2018年
- 4月地元チリにプロレススクールを開校。

## 人物
- 子供の頃に見たWWFの影響でプロレスを始める。
- 日本の漫画が好きで、原語で読むために日本語学校に通う。
- 中でもONE PIECEが大好きで、いつでもどこでも挑戦権争奪バトルロイヤルの時は迷わずドクロマークを選んだ。
- 日本語が話せたため、チリを訪れたディック東郷らの通訳も務めた。
- 時折試合に好物のいちごオレを持ち込む。
- 日本食ではうどんを好む。

## 得意技
GUANCHULD 1/2
ファルコンアロー
guanchulo y medio（ワンチューロ・イメーディオ）
ブレーンバスター・スラム。フィニッシャーとして用いられる。
VHS
デスバレードライバー。名称は、デスバレードライバーは略すとDVDだが、本人はVHSが好きなため。
ジェイジョスクラッチ
ラ・マヒストラルのような入りから相手を前方へ回転させながら丸め込む変形の首固め。
パイルドライバー
地獄突き
プランチャ

## タイトル歴
MAX LUCHA LIBRE
- MAX LUCHA LIBRE認定MAXIMO王座（第2代、第9代、第12代）

DDTプロレスリング
- KO-D6人タッグ王座（第31代）（パートナーは竹下幸之介、彰人）
- アイアンマンヘビーメタル級王座（第982代、第1157代、第1195代、第1209代、第1283代）
- キング・オブ・ダーク王座（第12代）

## 入場曲
- LosMox!「Sobacol」